# Гонсалес, Петер
Пе́тер Федери́ко Гонса́лес Кармо́на (исп. Peter Federico González Carmona; род. 25 июля 2002 года в Мадриде, Испания) или просто Петер — доминиканский и испанский футболист, вингер клуба «Хетафе».

## Клубная карьера
Петер начинал свою карьеру в юниорских коллективах «Хетафе Олимпико» и «Сьюдад Хетафе». В 2015 году он вошёл в систему мадридского «Реала». В 2018 году вингер заключил первый профессиональный контракт со «сливочными». В сезоне 2019/20 он выиграл Юношескую лигу УЕФА в их составе. 25 октября 2020 года Петер дебютировал за вторую команду клуба «Кастилью», заменив Антонио Бланко на 78-й минуте встречи Сегунды B с «Хетафе B». 7 февраля 2021 года вингер забил первый мяч во взрослой карьере, поразив ворота «Атлетико Балеарес» в третьей испанской лиге. Всего в своём дебютном сезоне на взрослом уровне он отметился 2 голами в 20 матчах.
В сезоне 2021/22 Петера стали привлекать к тренировкам и матчам первой команды «Реала». Его дебют в составе «сливочных» состоялся 22 декабря 2021 года: в матче испанской Примеры с «Атлетиком» он вышел на замену на 86-й минуте вместо Эдена Азара.

## Карьера в сборной
Петер представлял Доминиканскую Республику на юношеском уровне. В её составе он провёл 3 матча в 2017 году в рамках юношеского чемпионата КОНКАКАФ (до 15 лет) и забил там 1 гол в ворота сверстников из Никарагуа.

## Достижения
«Реал Мадрид»
- Победитель Юношеской лиги УЕФА (1): 2019/20